# Cruzamiento entre parientes
Las consecuencias genéticas y fenotípicas del cruzamiento entre individuos emparentados, así como la frecuencia con la que se produce, tiene efectos importantes en la ecología de la población, ya que se produce un aumento de la endogamia. 
El cruzamiento entre parientes se asocia con la reducción de la fitness, menores tasas de supervivencia, baja fertilidad, desarrollo tardío, disminución en la función inmune y la reducción de la heterocigto de los individuos

Conocer el efecto de la endogamia es fundamental para la biología de la conservación, ya que la depresión endogámica es una amenaza para las poblaciones pequeñas,
donde la probabilidad de que se produzca un cruzamiento entre individuos emparentados es mayor.

## Consanguinidad
La consanguinidad se define como el cruce que se produce entre organismos íntimamente emparentados y tiene consecuencias sobre la estructura genética de la población. La consanguinidad de los individuos viene dada cuando los padres tienen algún grado de parentesco, por lo que sus descendientes tienen una probabilidad muy alta de ser homocigotos. Uno de los alelos se perderá y el otro quedará fijado, lo que aumentará la homocigosidad de la población. Si los individuos son parientes, tienen al menos un ancestro común, por lo que existe la posibilidad de que alguno de sus alelos provenga de la misma molécula de ADN. 2008
Existen diferentes grados de consanguinidad. El genético Sewall Wright ideó el coeficiente de consanguinidad (F), que cuantifica la probabilidad de que dos alelos de un determinado gen de un individuo sean idénticos porque desciendan de un mismo antecesor. Si F = 1, todos los individuos de la población serán homocigotos y en cada individuo ambos alelos derivarán del mismo ancestro. Si F = 0, ningún individuo tendrá sus dos alelos derivados del mismo ancestro.

## Consecuencias para la conservación
El cruzamiento entre individuos emparentados supone un problema para la conservación de especies, ya que se produce la pérdida de variabilidad genética.
En las poblaciones que se establecen a partir de un grupo pequeño de individuos, las generaciones futuras provendrán de un ancestro común, todos los individuos se encontrarán emparentados entre sí y contarán con los mismos alelos, bajo el supuesto de que no se haya producido la incorporación de nuevos individuos que hagan aumentar la variabilidad genética de la población.